# Aulacaspis tubercularis
Aulacaspis tubercularis är en insektsart som beskrevs av Robert Newstead 1906. Aulacaspis tubercularis ingår i släktet Aulacaspis och familjen pansarsköldlöss. Inga underarter finns listade i Catalogue of Life.